# Indusdolfijn
De indusdolfijn (Platanista minor) is een zoogdier uit de familie van de Indische rivierdolfijnen (Platanistidae). De wetenschappelijke naam van de soort werd voor het eerst geldig gepubliceerd door Richard Owen in 1853. De soort werd van de gangesdolfijn (Platanista gangetica) afgesplitst.

## Voorkomen
De soort komt voor in de Indus-rivier in Pakistan en Noordwest-India.